# Save Me (Grey's Anatomy)
Save Me (Sálvame en Chile y España, y Troublantes révélations en Francia) es el octavo y penúltimo episodio de la primera temporada de Grey's Anatomy, emitido por primera vez el 15 de mayo de 2005.

## Sinopsis
Meredith está insatisfecha con lo poco que conoce acerca de la vida de Derek, por lo cual él la lleva al remolque en el que vive. Mientras Alex trata a Devo, una descendiente de judíos cuyas creencias religiosas ponen en riesgo su salud. Izzie se hace cargo de Cable, un síquico que le dice cosas que nadie sabía y presagia la muerte de un paciente, dando origen a la curiosidad en todos los internos, por lo que Izzie cree que la ciencia no tiene una explicación para todo lo que ocurre.
Cristina pide turno para realizarse un aborto sin informar de ello a Preston; y se ocupa de una mujer embarazada de más de 40 años con cáncer de mama que debe abortar para ser tratada, ella, sin embargo, decide no hacerlo para que su hijo pueda vivir con su esposo, ya que ser padres es lo que ambos habían soñado por muchos años.

## Música
- No Illusions, de 78 Saab.
- I Love the Rain the Most, de Joe Purdy.
- Rapture, de Laura Veirs.
- Feels Like, de Masha Qrella.
- David, de Nellie McKay.
- Fix You Up, de Tegan and Sara.

## Título
El nombre del episodio proviene de la canción homónima de Remy Zero; aunque Save Me es también el título de canciones de Queen, Aimee Mann, Jem, Unwritten Law, Embrace, Dave Matthews, Hanson, k.d. lang, Jordin Sparks, Fleetwood Mac, Turin Brakes y Avenged Sevenfold.